# Pierre Boncenne
Pierre Boncenne, né le 16 avril 1950, est un journaliste et écrivain français. Il est rédacteur en chef de la revue Lire pendant plusieurs années et collaborateur de Bernard Pivot pour l'émission Apostrophes. À partir de 1992, il publie plusieurs ouvrages dont Pour Jean-François Revel qui reçoit le prix de l'essai Renaudot.

## Biographie
Rédacteur en chef du magazine Lire pendant de nombreuses années et collaborateur de Bernard Pivot pour son émission Apostrophes puis Bouillon de culture, Pierre Boncenne a publié depuis 1992 plusieurs ouvrages sur la société française à caractère souvent pamphlétaire.
En 2006, il reçoit le prix de l'essai Renaudot avec Pour Jean-François Revel : un homme libre, dans lequel il retrace la vie de cet écrivain et philosophe, mort la même année. Proche de Simon Leys, il consacre deux ouvrages à celui-ci en 2015.
Pierre Boncenne est le père de l'écrivaine Colombe Boncenne.

## Accueil critique
Pour Philippe Lançon, Le Parapluie de Simon Leys, publié en 2015, « permet de vivre ou revivre un demi-siècle de déroute intellectuelle française et de cynisme politique international à travers ce miroir aux alouettes que fut – et demeure – la Chine ». Bernard Pivot considère que Pierre Boncenne est le plus à même de présenter la vie et les combats de Simon Leys. Son ouvrage est d'une « écriture élégante et précise, souvent mordante, par son courage », dans le prolongement des œuvres de Simon Leys. Pour le prix Nobel Mario Vargas Llosa, cet « ouvrage fascinant expose les attaques honteuses dont fut l'objet Simon Leys pour avoir osé aller à contre-courant et défié la mode idéologique régnant dans une bonne partie de l'Occident. (...) Le livre de Pierre Boncenne aide à comprendre pourquoi la vie intellectuelle de notre temps s'est appauvrie, de plus en plus en marge du reste de la société, (...) expulsée de cette histoire à laquelle elle avait recouru dans le passé pour justifier des aliénations délirantes, comme cette fascination pour la Révolution culturelle ». Le journaliste Pierre Haski considère que l'ouvrage est une « lecture recommandée à tout esprit éclairé ». Pour le Times Literary Supplement, ce livre permet de voir "comment dans les années 1960 et 1970, une nation qui se considérait elle-même comme la plus sophistiquée du monde s'est laissé fasciner par le plus grand meurtrier de masse de l'histoire".

## Récompenses
- 2016 : Prix Emile Faguet un des Prix de l'Académie française pour Le Parapluie de Simon Leys[9].
- 2015 : Grand prix de la Critique littéraire  pour Le Parapluie de Simon Leys[10].
- 2015 : Mention spéciale par Le Prix du Savoir et de la Recherche[11].
- 2006 :  Prix de l'essai Renaudot

## Œuvre
- La Bibliothèque idéale, en collaboration avec Alain Jaubert, Hugues de Kerret, Albin Michel/Lire, 1988, préface de Bernard Pivot.
- Les Petits Poissons rouges, livre contre l'esprit de sérieux et les gens importants, Seuil, 1992.
- Les Belles âmes de la culture, Seuil, 1996.
- Notre santé n'est pas un commerce
- Faites comme si je ne vous avais rien dit, Seuil, 2003.
- Pour Jean-François Revel, Plon, 2006.
- La politique ça vous regarde !, avec Michel Rocard, Gallimard, 2012.
- Quand vous viendrez me voir aux antipodes, lettres de Simon Leys à Pierre Boncenne, Philippe Rey, 2015.
- Le Parapluie de Simon Leys, Philippe Rey, 2015.
- L'Abécédaire de Jean-François Revel, édité avec Henri Astier et Jacques Faule, préface de Mario Vargas Llosa, Allary Éditions, 2016.